# Kurz
Leonhard Kurz Stiftung & Co. KG er en tysk producent af folie til varmeprægning samt af maskiner til varmeprægning. Koncernen har hovedkvarter i Fürth.
I 1899 grundlagde Leonhard Kurz en virksomhed til produktion af bladguld. I 1931 opfandt Konrad Kurz en vakumteknik til prægning af folie i ægte guld.